# IC 1791
IC 1791 est une galaxie lenticulaire située dans la constellation du Bélier. Sa vitesse par rapport au fond diffus cosmologique est de (3391 ± 27) km/s, ce qui correspond à une distance de Hubble de 50,0 ± 3,5 Mpc (∼163 millions d'al). IC 1791 a été découverte par l'astronome français Stéphane Javelle en 1896.

## Groupe de NGC 877
IC 1791 fait partie d'un groupe de galaxies d'au moins 8 membres, le groupe de NGC 877. Outre IC 1791 et NGC 877, les autres galaxies du groupe sont NGC 871, NGC 876, UGC 1693, UGC 1761, UGC 1773 et UGC 1817.